# Гетерофіоз
Гетерофіоз (лат. heterophyiasis) — гельмінтоз з групи трематодозів, який спричинює Heterophyes heterophyes. Гельмінтоз має природно-осередковий характер. Характеризується ураженням кишки, деяких інших органів, алергічними проявами.

## Історія відкриття
Гельмінт вперше знайдений в трупі померлого Теодором Більгарцом у 1851 році в Каїрі. Гельмінта було знайдено при розтині єгипетської мумії.

## Етіологія
Тіло гельмінта розміром 0,4 — 4,0x0,2-0,9 мм, грушоподібної або язикоподібної форми, вкрите лусочками. Задній кінець округлий чи овальний, передній тонкий. Є третя присоска — статева, розташована позаду і зліва від черевної присоски. У глибині статевої присоски знаходяться отвори статевих органів. Кишкові стовбури розгалужуються на кордоні передньої та середньої третини тіла. Одна з гілок може бути коротшою за іншу. Овальні або округлі насінники знаходяться в задній частині тіла. Спереду і навскіс від них лежать округлий яєчник і сім'яприймальник. Матка розташована між черевним присоском і яєчником. Жсвтяники (кожен у вигляді 14 грушоподібних фолікулів) лежать у задній частині тіла, між яєчником і сім'яниками. Яйця овальні, з товстою шкарлупою коричневого чи жовтого кольору, з кришечкою на одному полюсі і потовщенням шкарлупи на іншому. Всередині яйця є сформована личинка.
Гельмінт є паразитом тонкої кишки людини і деяких ссавців, кишечника деяких птахів. Проміжні хазяї: прісноводні черевоногі молюски Pironella conica, Melania tuberculata, Cleopatra bulimoides, Ccrithidea cingulata. Додатковими хазяями можуть стати риби (кефаль, гамбузія).

## Епідеміологічні особливості
Людина та інші хазяї заражаються, вживаючи в їжу сиру рибу. Гельмінти досягають статевої зрілості на 8-9-й день. Дорослі Heterophyes heterophyes зазвичай локалізуються між ворсинками слизової оболонки тонкої кишки, але внаслідок слабкості м'язів ротової присоски нерідко випадають у просвіт кишки.
Гетерофіоз належить до ендемічних природно-осередкових хвороб, постійно уражає людей в Єгипті, Японії, Китаї, на о. Тайвань, у Південній Кореї, на Філіппінських і Гавайських островах. Окремі випадки виявлені в Європі.

## Клінічні прояви
У хворих розвиваються затяжна діарея зі слизом, яка чергується із закрепом, колькоподібний біль у животі, зниження апетиту. Укорінюючись у слизову оболонку кишки, гельмінти можуть потрапляти в кровоток і заноситися в різні органи, лімфатичні вузли.

## Діагностика
Яйця Н. heterophyes виявляються у фекаліях за допомогою оптичної мікроскопії вже через 7-8 днів після зараження. Однак у зв'язку з великою схожістю їх з яйцями збудників клонорхозу і метагонімозу для уточнення діагнозу нерідко проводиться пробна дегельмінтизація. Діагностика гетерофіоза внутрішніх органів скрутна.

## Лікування
Основним препаратом є празиквантел. Хірургічне лікування гетерофіозу мозку рекомендується у випадках наявності одиничних кіст або локалізації їх групами.

## Профілактика
Не слід вживати в їжу в ендемічних регіонах сиру рибу, її треба піддавати термічній обробці або солінню.